# Carl Christoph Wilhelm Fleischer
Carl Christoph Wilhelm Fleischer (* 10. Juli 1727 in Köthen (Anhalt); † 20. August 1787 in Braunschweig) war ein deutscher Architekt des Barock.

## Leben und Werk

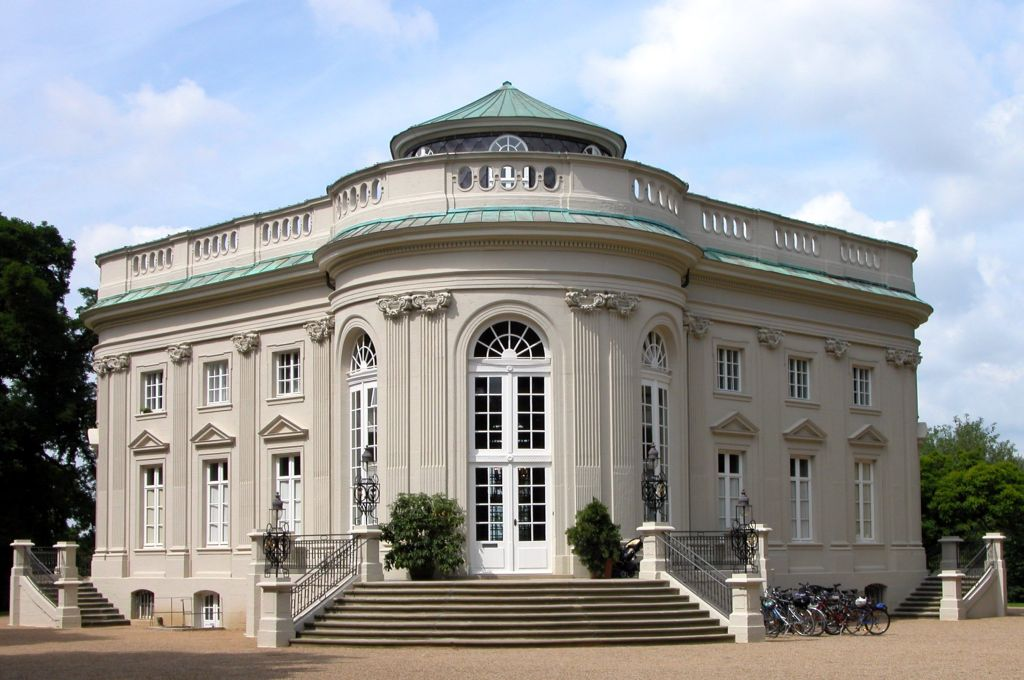
Schloss Richmond

Fleischer war seit ungefähr 1750 unter Karl I. herzoglich-braunschweigischer Ingenieur und wurde 1765 Nachfolger des Hofbaumeisters Georg Christoph Sturm (1698–1763). Mit der 1782 erfolgten Berufung Christian Gottlob Langwagens nach Braunschweig trat Fleischer in die zweite Reihe zurück. Vermutlich waren dafür auch ihm angelastete Bauschäden an Schloss Richmond, seinem Hauptwerk, verantwortlich. Er starb 1787 in Braunschweig.
In den Jahren 1763 bis 1765 baute er das Mosthaus der Burg Dankwarderode in Braunschweig zu einem Palais im Barockstil für Ferdinand, den Bruder Herzog Karls I., um („Ferdinandsbau“). Fleischers Hauptwerk ist das 1768 bis 1769 entstandene klassizistische Schloss Richmond, welches für die aus England stammende Herzogin Augusta am Südende der Stadt Braunschweig errichtet wurde. Der Kombinierte Konvent am Eiermarkt entstand 1779 bis 1780 und wurde im Zweiten Weltkrieg zerstört. Sein letztes Werk war das 1784 bis 1787 erbaute und 1944 zerstörte Große Waisenhaus BMV.